# Назінське сільське поселення
На́зінське сільське поселення (рос. Назинское сельское поселение) — сільське поселення у складі Александровського району Томської області Росії.
Адміністративний центр та єдиний населений пункт — село Назіно.
Населення сільського поселення становить 387 осіб (2019; 403 у 2010, 525 у 2002).